# Kurt Sakowski

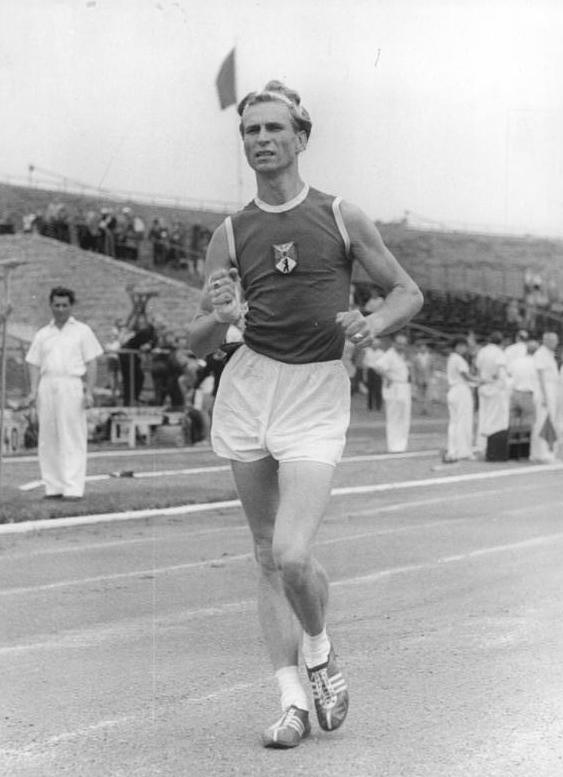
Kurt Sakowski wird 1957 DDR-Meister im 20-km-Gehen

Kurt Sakowski (* 23. Dezember 1930 in Berlin; † 25. Februar 2020) war ein deutscher Leichtathlet, der von 1951 bis 1970 zu den besten Gehern der DDR gehörte.
Sakowski belegte 1951 bei den DDR-Meisterschaften im 50-km-Gehen in 5:26:04 h den zweiten Platz hinter Horst Voigt, 1952 erreichte er zwei Mal den dritten Platz, über 50 Kilometer und im 10.000-Meter-Bahngehen. 1953 gewann Sakowski in 4:59:45 h über 50 Kilometer seinen ersten Meistertitel. 1954 belegte er über 50 Kilometer den vierten Platz und über 25 Kilometer den zweiten Platz. In den nächsten Jahren trat er bei DDR-Meisterschaften im 20-km-Gehen an. 1955 erreichte er in 1:38,10 h den zweiten Platz hinter Max Weber. Nach einem fünften Platz 1956 siegte er 1957 in 1:34:05 h und gewann seinen zweiten Meistertitel. 1960 qualifizierte sich Sakowski für die gesamtdeutsche Mannschaft und trat über 50 Kilometer bei den Olympischen Spielen in Rom an, wurde aber unterwegs disqualifiziert. Nach zwei dritten Platzen bei den DDR-Meisterschaften über 50 Kilometer 1961 und 1962, belegte er 1963 den zweiten Platz hinter Christoph Höhne. 1963 gab es bei den DDR-Meisterschaften ein Gehen über 35 Kilometer, bei dem Sakowski den zweiten Platz hinter Burkhard Leuschke erreichte. 1964 trat Sakowski erneut in der gesamtdeutschen Mannschaft bei Olympischen Spielen an, in 4:20:31 h erreichte er den achten Platz, war aber hinter Leuschke auf Platz vier und Höhne auf Platz sechs nur drittbester Geher aus der DDR. 1966 und 1967 war Sakowski jeweils Zweiter bei den DDR-Meisterschaften über 50 Kilometer hinter Peter Selzer. Bei den Europameisterschaften 1966 in Budapest war Sakowski bester Geher der DDR, in 4:21:35 h verpasste er als Vierter nur knapp eine Medaille. Sakowskis letzte Meisterschaftsplatzierung über 50 Kilometer war ein sechster Platz 1970.
Kurt Sakowski startete zuerst für den SC Einheit Berlin und dann für den Nachfolgeverein TSC Berlin. Bei einer Körpergröße von 1,85 m betrug sein Wettkampfgewicht 69 kg.

## Bestzeiten
- Bahn
  - 10.000 Meter: 43:47,4 min (1956)
  - 20.000 Meter: 1:32:21 h (1956)
  - 50.000 Meter: 4:19:53 h (1969)
- Straße
  - 20 Kilometer: 1:32:11 h (1968)
  - 50 Kilometer: 4:10:33 h (1969)
  - 100 Kilometer: 9:29:48 h (1967)